# Inocybe furfurea
Inocybe furfurea är en svampart som beskrevs av Kühner 1955. Enligt Catalogue of Life ingår Inocybe furfurea i släktet Inocybe,  och familjen Inocybaceae, men enligt Dyntaxa är tillhörigheten istället släktet Inocybe,  och familjen Crepidotaceae. Artens status i Sverige är: Ej påträffad. Inga underarter finns listade i Catalogue of Life.